# Dimitrios Petrokókkinos

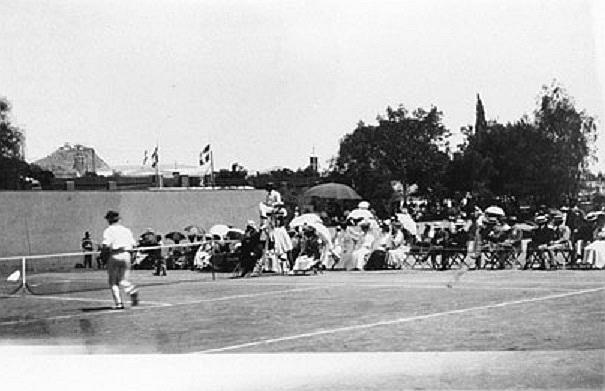
Partido de los Juegos Olímpicos Atenas 1896

Demetrios Petrokokkinos (en griego:Δημήτριος Πετροκόκκινος; 17 de abril de 1878 - 10 de febrero de 1942) fue un tenista griego, que compitió en los Juegos Olímpicos de Atenas 1896.
Petrokokkinos, participó de los dos eventos, individual y dobles, del programa de tenis de los Juegos Olímpicos de Atenas 1896. En primera ronda del torneo individual, cayó derrotado ante el griego Evangelos Rallis.
En el torneo de dobles, Petrokokkinos formó dupla con Dionysios Kasdaglis de Egipto en un equipo de nacionalidad mixta. Derrotaron a los griegos Konstantinos Paspatis y Evangelos Rallis en la primera ronda, y a la dupla británica-australiana de George S. Robertson y Edwin Flack en las semifinales. En la final, caería derrotado por John Pius Boland del Reino Unido, que formaba dupla con el alemán Friedrich Traun, otorgándole a Petrokokkinos la medalla de plata.